# Diacyclops alabamensis
Diacyclops alabamensis is een eenoogkreeftjessoort uit de familie van de Cyclopidae. De wetenschappelijke naam van de soort is voor het eerst geldig gepubliceerd in 1992 door Reid.